# 라지푸트 회화

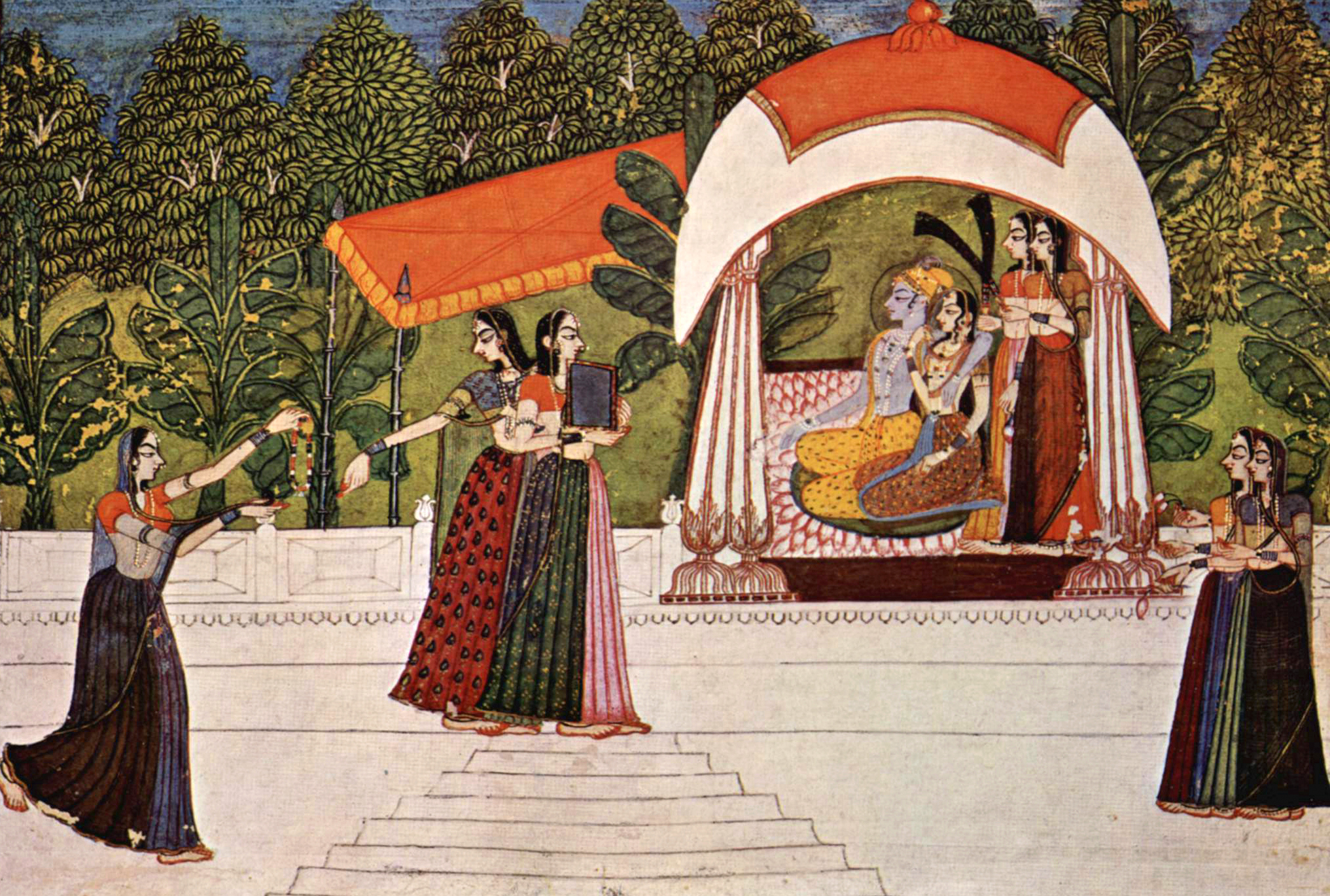
18세기 라지푸트 회화. 예술가 Nihâl Chand의 작품

라지푸트 회화(Rajput painting)는 주로 17~18세기 북인도 라즈푸타나의 궁중에서 발전하고 번성한 회화이다.
기원 7세기에서 10세기 말경까지 라지푸트족(族)이 북서(北西)인도를 지배하고, 그 회화 전통은 고대파(古代派) 벽화의 영향하에 온존(溫存)되어, 기원 16세기∼19세기에 걸쳐 펀자브나 라자스탄 지방의 라지푸트 토후(土侯) 아래에서 성하게 제작되었다. 주제는 인도의 민간신앙설화나 비시누파(派)의 신앙에 관한 제 설화(諸說話)로서, 섬세 미묘한 묘선(描線)으로 윤곽선을 쳐서 다채색(多彩色)을 세밀하게 착색하는 미니어처를 만들어 내었다. 제신(諸神)의 화신(化身)인 남녀의 표정과 자태, 의복 등은 상당히 유형적(類型的)인 패턴으로 표현되나 회화면(繪畵面)에 일종의 무드(情趣)가 넘치고 있다. 초기 작품은 평면적인 것이 많은데, 그 후에 배경의 원근감(遠近感)과 투시화법(透視畵法), 음영(陰影)에 의한 입체감 등이 가미되어 섬세한 감각은 후기의 작품에서 보다 많이 찾아볼 수 있다. 지역적으로는 라자스타니파(派)와 파하리파(派)가 있어 근세(近世)까지 제작을 계속하고 있었다.